# Le Bettex
 (février 2025).
Motif : Sources attestant de la notoriété ?
- Archive Wikiwix
- Bing
- Cairn
- DuckDuckGo
- E. Universalis
- Gallica
- Google
- G. Books
- G. News
- G. Scholar
- Persée
- Qwant
- (zh) Baidu
- (ru) Yandex
- (wd) trouver des œuvres sur Wikidata

| 1. | Préciser le motif de la pose du bandeau. | Précisez le motif de la pose du bandeau en utilisant la syntaxe suivante : {{admissibilité à vérifier\|date=juillet 2025\|motif=remplacez ce texte par le motif}}              |
| 2. | Informer les utilisateurs concernés.     | Pensez à avertir le créateur de l'article, par exemple, en insérant le code ci-dessous sur sa page de discussion : {{subst:avertissement admissibilité à vérifier\|Le Bettex}} |

Le Bettex (prononcé « le bettè », [betɛ]) est un hameau situé sur les pentes douces du mont d'Arbois, sur la commune de Saint-Gervais-les-Bains. Le Bettex est aujourd'hui le point de départ du domaine skiable de Saint-Gervais Mont Blanc sur le Mont d'Arbois, au sein du vaste domaine skiable Évasion Mont-Blanc, lié à Megève, Combloux, La Giettaz et Les Contamines.

## Histoire
Initialement destiné aux alpages des éleveurs de Saint-Gervais-les-Bains comme en témoignent les toponymes alentours (comme l'Avenaz, sur les hauteurs du Bettex, qui signifie « avoine »), il est choisi en 1936 pour être le plateau intermédiaire entre le village de Saint-Gervais et le sommet du Mont d'Arbois afin d'implanter un domaine skiable et les premières pistes de ski de la commune. Ainsi, il est le point d'arrivée du Téléphérique Saint-Gervais-Le Bettex et le point de départ du second tronçon Bettex-Mont d'Arbois.
Les pentes du Mont d'Arbois étant très douces pour la pratique du ski, est construit en 1953 le téléski des Bosses qui permet de redescendre au Bettex par des pentes plus importantes. La société qui exploite les remontées mécaniques saint-gervolaines décide en 1972 de la construction de deux téléskis au Bettex pour rejoindre ce nouveau télésiège : le téléski du Bettex (qui dessert le stade de slalom) et le téléski de l'Avenaz qui permet à partir de 1981 de desservir le nouveau télésiège des Monts-Rosset, installé à la limite de la commune de Combloux.
Après l'installation d'une télécabine en parallèle du téléphérique Bettex Mont d'Arbois en 1971, les deux remontées sont remplacées en 1989 par une unique télécabine encore en activité, la télécabine du Bettex-Mont d'Arbois.

## Accès
Le Bettex est accessible par la route départementale 909 qui lie Saint-Gervais-les-Bains à Megève, puis la route départementale 43 qui relie Saint-Gervais à Saint-Nicolas-de-Véroce et enfin la route départementale 343 qui arrive au Bettex. Le hameau est donc distant de 10 km de Saint-Gervais, de 8 km de Saint-Nicolas-de-Véroce et de 16 km de Megève. Un parking aérien de 185 places est situé directement au Bettex.
Depuis 1936, il est également possible de rejoindre le Bettex par remontée mécanique, d'abord avec le téléphérique Saint-Gervais-Le Bettex (1936-1985), puis par le DMC du même nom (1985-2024), et enfin avec la télécabine L'Alpin depuis 2024. Depuis cette date, il est aussi possible de venir depuis la gare de Saint-Gervais-les-Bains-Le Fayet en remontée mécanique grâce au Valléen, une nouvelle télécabine urbaine.
Il existe également des navettes gratuites sur la commune de Saint-Gervais (Facilibus) permettant de relier les différents hameaux alentours, particulièrement en période hivernale.

## Sports

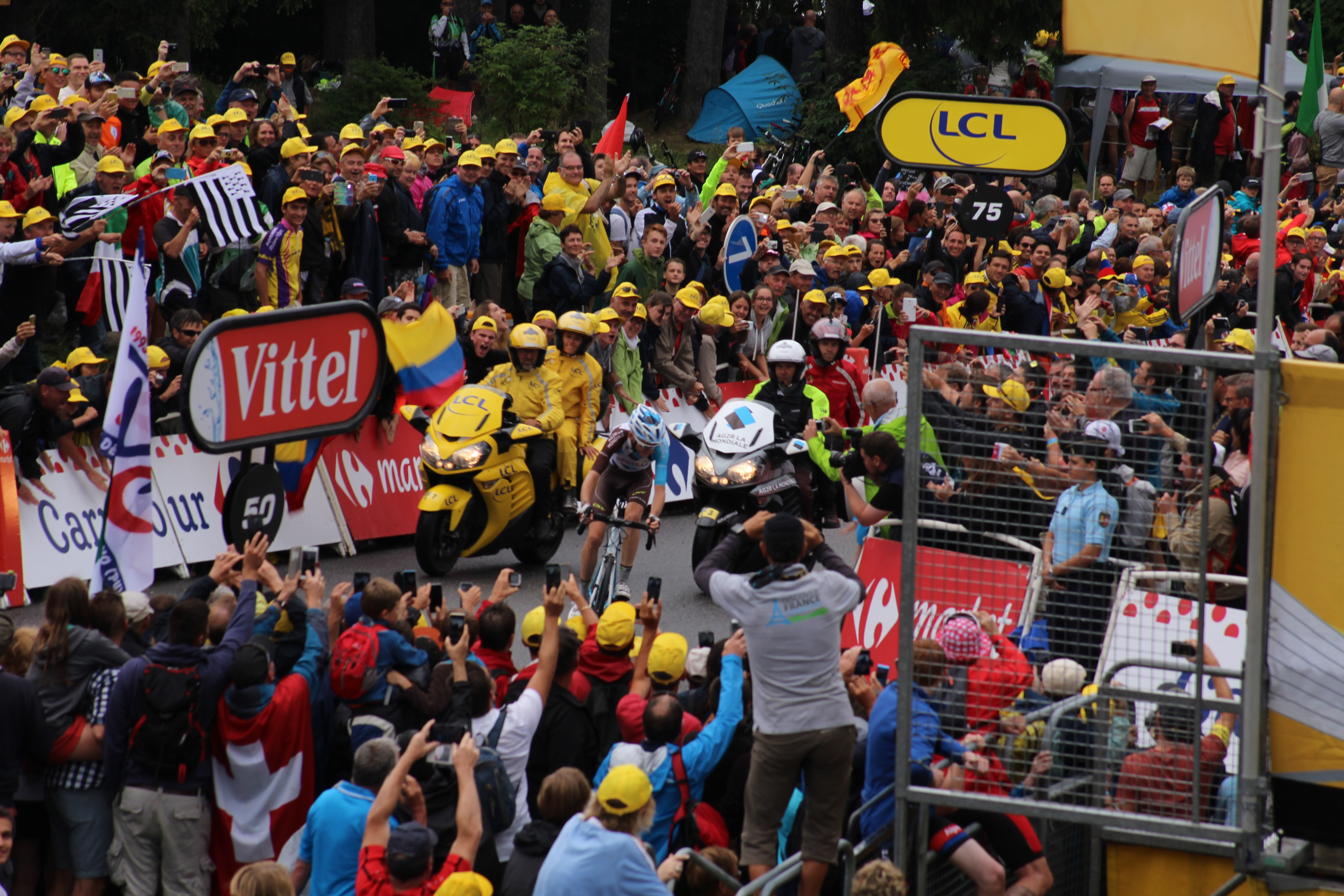
Arrivée et victoire de Romain Bardet au Bettex le 19 juillet 2016

Plusieurs arrivées d'étapes du Tour de France ont eu lieu à Saint-Gervais-Mont-Blanc. Parmi celles-ci, trois se sont tenues en haut de l'ascension du Bettex (9,8 km à 8% de pente moyenne depuis le centre de Saint-Gervais-les-Bains et 12,5 km à 6,5% depuis le Fayet).
| Édition | Étape                                              | Kilométrage | Vainqueur de l'étape |
| ------- | -------------------------------------------------- | ----------- | -------------------- |
| 1990    | 10e étape (Genève - Saint-Gervais-Mont-Blanc)      | 118,5       | Thierry Claveyrolat  |
| 2016    | 19e étape (Albertville - Saint-Gervais-Mont-Blanc) | 146         | Romain Bardet        |
| 2023    | 15e étape (Les Gets - Saint-Gervais-Mont-Blanc)    | 179         | Wout Poels           |

Deux arrivées d'étape du Critérium du Dauphiné ont également été organisées avec l'ascension finale du Bettex. La première fois, c'était 2015 avec la victoire de Christopher Froome, lâchant Tejay van Garderen à 1,5 km de l'arrivée. La seconde fois c'était en 2018 lors de la dernière étape avec la victoire d'Adam Yates, rattrapant sur le fil l'échappée de Daniel Navarro. Geraint Thomas, 5e de l'étape, conservait son maillot jaune.